# Баликтиколь (Бельтерецький сільський округ)
Баликтико́ль (каз. Балықтыкөл) — село у складі Жарминського району Абайської області Казахстану. Входить до складу Бельтерецького сільського округу.
Населення — 44 особи (2021; 59 у 2009, 96 у 1999, 79 у 1989).
Національний склад станом на 1989 рік:
- казахи — 77 %

Станом на 1989 рік село мало статус станційного селища, у радянські часи мало також назву Баликти-Коль.